# Háznagy András
Háznagy András, Hofbauer (Kiszombor, 1913. március 22. – Szeged, 1987. november 7.) magyar gyógyszerész, a kémiai tudományok kandidátusa (1979).

## Életpályája
1913. március 22-én született. Kiszombori szülőhelyén, apja patikájában volt gyakornok. A Szegedi Tudományegyetemen 1935-ben gyógyszerészi, 1942-ben gyógyszerészdoktori diplomát szerzett. Kolozsváron analitikai kémiai munkát végzett. 1950-1957 között kiszombori és makói patikákban dolgozott. Gyógyszerismertető előadásokat tartott.
1957-től a szegedi orvostudományi egyetemen a Gyógynövény- és Drogismereti Intézetben előbb tanársegéd, majd adjunktus lett. 1976-1979 között az intézet megbízott vezetője. 1984-ben címzetes egyetemi docens.
Szegeden hunyt el 74 évesen, 1987. november 7-én.

## Munkássága
Drogok hatóanyagainak vizsgálatával foglalkozott. Számos új eljárást dolgozott ki szerkezetük megállapításához, szennyezésvizsgálatokat végzett.
A szegedi egyetemen és a Magyar Gyógyszerészeti Társaságban jelentős közéleti munkát végzett. Tevékenységét 1971-ben Kiváló Gyógyszerész kitüntetéssel jutalmazták.
Tudományos dolgozatainak száma: 60.

## Főbb munkái
Az iridoidok jelentősége a természetes anyagok tükrében (Gyógyszerészet, 1968)
- Természetes anyagok gyógyászati felhasználása (Gyógyszerészet, 1971)
- A fitoterápia problémái (Gyógyszerészet, 1977)
- Gyógynövény- és drogismeret (Novák Istvánnal és Szendrei Kálmánnal, Szeged, 1980)
- Mennyiben tekinthető gyógyszernek a fitofarmakon? (Gyógyszerészet, 1982)
- Valóban ártalmatlan minden gyógyító céllal alkalmazott növény? (Gyógyszerészet, 1988)

## Emlékezete
- Az Egymásért vagyunk című, 2020-ban megjelent tudománytörténeti összeállításban munkásságára történő visszatekintés jelenik meg.[1]